# Proutia
Proutia é um gênero de mariposa pertencente à família Acrolophidae.